# Кухфелде
Кухфелде (њем. Kuhfelde) општина је у њемачкој савезној држави Саксонија-Анхалт. Једно је од 40 општинских средишта округа Алтмарк Салцведел. Према процјени из 2010. у општини је живјело 1.220 становника. Посједује регионалну шифру (AGS) 15081290.

## Географски и демографски подаци
Кухфелде се налази у савезној држави Саксонија-Анхалт у округу Алтмарк Салцведел. Општина се налази на надморској висини од 22 метра. Површина општине износи 45,6 km². У самом мјесту је, према процјени из 2010. године, живјело 1.220 становника. Просјечна густина становништва износи 27 становника/km².